# БТР-3С
БТР-3С — украинская бронированная медицинская машина, разработанная на основе бронетранспортёра БТР-3Е1.

## История
БТР-3С был разработан на Киевском бронетанковом заводе.
В 2007 году ГК "Укрспецэкспорт" выиграла тендер на поставку для вооружённых сил Таиланда 96 бронетранспортёров БТР-3Е1 и специальных машин на их базе, в том числе санитарных БТР-3С. Три БТР-3С были поставлены в Таиланд в 2012 году, ещё один - в 2015 году и ещё два - в 2016 году.
23 октября 2014 государственный концерн «Укроборонпром» объявил о намерении унифицировать работу заводов по производству бронетехники. В дальнейшем, БТР-3C появился в перечне продукции Житомирского бронетанкового завода.

## Описание
БТР-3С предназначен для оказания доврачебной помощи и транспортирования раненых (в том числе, тяжелораненных) из труднодоступных районов, зон аварий, стихийных бедствий и боевых действий.
Экипаж бронемашины — 3 человека (водитель, врач и фельдшер).
Кроме того, БТР-3С может принимать от 4 до 6 раненых (или четверых лежачих «тяжёлых», или до шести легкораненых в сидячем положении).
В качестве вооружения, на БТР-3С установлен 12,7-мм пулемёт НСВТ с коллиматорным прицелом К-10Т (боекомплект 300 патронов) (кроме того, в аварийном комплекте находится один 26-мм сигнальный пистолет).
В сравнении с линейным бронетранспортёром БТР-3, внутренний объём корпуса БТР-3С увеличен, внутри медицинского отделения установлены санитарные носилки, сейф для хранения медицинских препаратов группы "А", медицинское оборудование (кислородный дыхательный аппарат, дефибриллятор, ящики для хранения медикаментов и медицинских инструментов и др.), рукомойник, холодильник, обогреватель-калорифер и кондиционер.
Также бронемашина оборудована радиостанцией VРG-950 и может быть оборудована лебёдкой.
Снаружи корпуса размещён ящик для хранения запасных частей, принадлежностей и иного необходимого имущества.

## Страны-эксплуатанты
- Таиланд — 6[8][10][11]